# 天主教马塞约总教区
天主教馬塞約總教區（拉丁語：Archidioecesis Maceiensis）是羅馬天主教在巴西的一個教省總教區，下轄兩個教區。
1900年7月2日設阿拉戈斯教區。1920年12月5日升為總教區。
總教區位於阿拉戈斯州東北部，2003年有教友944,100人，佔轄區總人口65.0%。教區下轄四十二個堂區，有六十二名司鐸。現任教區總主教為安多尼·穆尼茲·費爾南德斯。